# 不良品
不良品 (ふりょうひん) とは、設計段階や製造・輸送過程の不都合により、機能上の欠陥ないし動作不良を起こす工業製品などである。対義語としては良品(りょうひん)が挙げられるが、製造分野ではそのような表現が見られるものの、消費者レベルでは単に正常な製品であるとして、意識して良品と呼ばれることは少ない。なお、製造段階では部品(粗製品または単に製品とも)毎に良品または不良品と厳しい検品によって区別されるが、本項では主に市場に流通し、消費者が手にする状態の工業製品に関して記述する。

## 概要
工業製品では、消費者の手元に渡った際に、仕様通りに動作する事が求められる。これが消費者の期待を裏切って動作しない物がいわゆる「不良品」である。
これは消費者が期待するレベルで判断されるため、消費者によっては製品の機能自体には大きな影響を与えない外装上のキズ・汚れなどが見られる物に対しても、不良品扱いするケースが見られる。

### 良品と不良品の間
良品と不良品の違いは、製品が単純な物では「動くか、動かないか」といった程度で判断されるため、その判別は容易いが、精密機器などではある一定の性能許容内で機能する物のみを良品とし、その基準以下であるものを不良品として扱うなど、ややその判断が難しい部分も見られる。
例としては液晶画面が挙げられる。この表示装置では「白一面と黒一面を表示した際に、目立つ部分に一定個数以上のドット落ち(微細な表示機能の異常)が無い事」が工業レベルでの良品として出荷されるが、これは表示ソースおよび利用者の主観によっては、大きな問題と見なされることがある。
またその一方で、「色合い」といった微妙で感覚的な物も消費者レベルで問題視される場合があり、アニメーション映画の『千と千尋の神隠し』では、DVD販売用の映像媒体で、家庭にあるテレビ受像機やDVDプレーヤーで再生した際、全体的な色合いが赤が強いとして、消費者運動に発展したケースがある。
また、製品の種類によっても求められる基準が異なってくる。たとえば、コンピュータとして「特に変わった操作をしていないのにいきなりフリーズし、扱っているデータが消える」ことは、家庭向けのパソコンではありがちなことだが、ATMを含む金融機関の勘定系システムでは致命的な問題である。

## 不良品と消費者
不良品は、生産過程で一定数発生する。しかし多くのメーカーでは、それらが消費者の手に渡る前に廃棄ないし修理するなどといった対応で、出荷する製品に不良品が出ないようにしている。
しかし検査工程のミスや輸送上のトラブル(水濡れ・結露・衝撃を受けたなど)により、消費者の手元にきちんと動作しない製品が渡ることも稀に発生する。特に電子機器の多くでは、一定期間の間、動作させないと発現しない故障・異常もあるため、検査漏れが発生する事もある。(→エイジング)
このため家電等の分野を中心に、様々な工業製品では保証期間を設けて一定期間内に故障した製品の無償修理や交換を消費者に約束するメーカーが多い。これらは購入時期を特定する保証書を製品に添付、販売店側で購入時期と販売店を記入させる事で対応している。また、購入直後から正常に動作しない初期不良の状態では、販売店側の判断により販売後1週間程度は購入直後からの問題とみなし初期不良として、無償で不良品と在庫商品との交換対応を行う場合もある。概ね家電量販店チェーンではこういった対応を見せ、その場(店頭)で交換される傾向にあるが、商店側の自主判断であるため、必ずしもこのような対応がとられるとは限らない。一方で、補償期間直後に、これといって問題のある使い方をしていないにもかかわらず、製品が故障する場合もある(→ソニータイマー)。
輸送機械では、故障が人身事故(航空機では墜落)に繋がるケースもあるため、特に設計上や部品製造上の不具合による故障が起こり得る製品に対しては、一旦メーカーに差し戻して無償で修理させるリコール制度もある→リコール (自動車)。家電製品でも設計上や部品の不具合による故障が発煙、発火など生命の危険につながる場合、自動車などと同様にメーカーの責任で無償で修理する措置が取られる。
兵器では、不良品の使用によって味方兵士など意図しない物への被害が出る恐れがある。使用した爆弾や榴弾の中に不良品が混じっていた場合、敵を殺傷しようとして使ったときには炸裂せず、殺傷できたはずの敵に攻撃される。後からふとしたきっかけで炸裂し、攻撃対象では無い物(それは同士討ちかもしれないし、民間人かもしれない)を殺傷してしまうということもありうる。すなわち不発弾である。

### 理不尽な要求(クレーム)と不良品
なお、これらの不良品対応であるが、消費者によっては特に製品的には不都合が無くとも、購入時に期待した性能が出なかったり、機能面で不満がある場合にメーカー側に苦情を訴えるケースもある。
特に性能に関しては、カタログ上のスペックデータや論理性能を満たしていない場合は、メーカー自身も不良品と呼ぶ事が出来るが、消費者が製品に過剰な期待を抱いていたり、またはカタログに記載されていない事柄に関して不満を抱いた場合、メーカーの基準では不良品でも何でもないのだが、消費者の主観の上では不良品とされる場合もある。卑近な例を挙げれば「空飛ぶ円盤の玩具が、本当に飛ばない」ようなものが挙げられるだろう。この場合は、広告上の問題として扱われる場合もある。
これらは日本ではクレームとも呼ばれる。本来のクレームでは故障や機能異常に絡む苦情も含まれるが、和製英語的に扱われるクレームのように、理不尽な要求をしてくるケースでは、メーカー側も製品に不備がないだけに対応し難い。このような顧客は対応が難しく、企業によっては専門の対策班を設置するところも見られる。

## 広義の不良品
本来は設計や規格に沿って生産される工業製品(または加工品)に対してのみ使用される同語であるが、拡大解釈として一定の規格から逸脱した存在に対しても不良品と表現する場合がある。
例えば農業の分野では、生産物は本来生物であるために画一化された物は得られないのだが、近代以降に於いては次第に消費者の指向もあって、細かく規格付けられた農産物の生産が求められる傾向が強い。このため規格外の農産物を不良品扱いするケースまで見られる。しかし、それら規格化された農産物が、本来の生物としての方向性を捻じ曲げてまでして維持される傾向もあるため、近年に至っては逆に規格外農産物を「自然である」として好んで消費する消費者も出るなど、皮肉な逆転現象も見られる。
なお、こういった「規格外の農産物」は、特に見た目や傷など、食品の性質としての問題にはならないながら、農産物という商品としてみた場合に価値が劣ることになる。特に販売や、その前段階での輸送に耐えられない農産物は、生産地域で加工食品の原料になったり、あるいは原型の残らない形(例えば果実ではピューレや果汁・濃縮果汁など)に加工され、食品原料として流通・利用されている。

## 人に対しての表現と問題
その一方で規格管理と言う点で、日本に於いて顕著な管理教育の場で、教育方針から逸脱する存在を暗に不良品扱いして排斥する傾向が見られる。(→不良)先の農作物同様に、人も生物である以上、画一的にはならないものである上、これらは本来、多様性(または個性)があって維持される社会を否定しているため、社会システムの硬直化といった弊害を招いていると見なされ、1990年代以降の日本では、個性を重視する教育の道などが模索されている。(→エリート)
なお不良行為少年や障害者を指して、(人間の)不良品などと呼ぶケースが見られる。

## ジョーク
エスニックジョークの一種として不良品に関する次のようなジョークがある。
アメリカの会社がロシアと日本の会社に次のような条件で仕事を発注した。「不良品は1000個につき一つとすること」
数日後、ロシアの会社から次のようなメールが届いた。「不良品を1000個につき一つというのは大変困難です。納期に間に合わないので納期を延ばしてください。」
数日後、日本の会社からも次のようなメールが届いた。「納期に向けて製造は順調です。ただ、不良品の設定図が届いていないので、早急に送ってください。」